# Sundara Karma
Sundara Karma é uma banda inglesa de indie pop / indie rock / art rock  de Reading, Berkshire, Inglaterra. A banda é formada pelo vocalista/guitarrista Oscar Pollock, pela guitarrista Ally Baty, pelo baixista Dom Cordell e pelo baterista Haydn Evans. O Guardian comparou a banda a nomes como Arcade Fire e U2.

## História
Pollock e Evans eram amigos desde a infância e formaram algumas bandas juntos antes de começar o ensino médio. No entanto, nada se materializou devido ao fato de terem mudado para escolas diferentes. Posteriormente, Pollock conheceu Baty e Cordell em uma escola preparatória. Os três então decidiram formar uma banda juntos e com isso Evans juntou-se a eles como baterista. O nome da banda é derivado de palavras sânscritas, que significam "um bonito karma".
Em julho de 2013, Sundara Karma lançou seu single de estreia, "Freshbloom", por meio da plataforma SoundCloud. Em setembro de 2013, juntamente com os integrantes de Wolf Alice, um grupo musical britânico, apoiaram a banda Swim Deep, também britânica, em sua turnê pelo Reino Unido.

## Integrantes
- Ally Baty - guitarra, teclado, sintetizador e backing vocal (2011-2020)
- Dom Cordell - baixo e backing vocal (2011-presente)
- Haydn Evans - bateria (2011-presente)
- Oscar Pollock - voz, guitarra, teclado, sintetizador e piano (2011-presente)

## Discografia

### Álbuns de estúdio
| Título                               | Detalhes | Posições do gráfico de pico | Certificações |
| Título                               | Detalhes | Reino Unido <br>            | Certificações |
| ------------------------------------ | --- | --------------------------- | ------------- |
| Youth Is Only Ever Fun in Retrospect | - Lançado: 6 de janeiro de 2017 - Gravadora: Sony Music / Chess Club - Formato: CD, download digital, vinil | 24                          | - BPI : Prata |
| Ufilas' Alphabet                     | - Lançado: 1 de março de 2019 - Rótulo: RCA Records - Formato: CD, download digital, vinil                  | 28                          |               |

### EPs
| Título       | Detalhes                                                             |
| ------------ | -------------------------------------------------------------------- |
| EP I         | - Lançado: 23 de fevereiro de 2015 - Formato: 10 ", download digital |
| EP II        | - Lançado: 27 de novembro de 2015 - Formato: 10 ", download digital  |
| Loveblood EP | - Lançado: 4 de novembro de 2016 - Formato: 7 ", download digital    |

### Singles
| Título                         | Ano  | Certificações | Álbum                                |
| ------------------------------ | ---- | ------------- | ------------------------------------ |
| "Cold Heaven"                  | 2014 |               |                                      |
| "Indigo Puff"                  | 2014 |               |                                      |
| "Loveblood"                    | 2015 |               | EP I                                 |
| "Flame"                        | 2015 | - BPI: Prata  | Youth Is Only Ever Fun in Retrospect |
| "Vivienne"                     | 2015 |               | EP II                                |
| "A Young Understanding"        | 2016 |               | Youth Is Only Ever Fun in Retrospect |
| "She Said"                     | 2016 |               | Youth Is Only Ever Fun in Retrospect |
| "Olympia"                      | 2016 |               | Youth Is Only Ever Fun in Retrospect |
| "Happy Family"                 | 2016 |               | Youth Is Only Ever Fun in Retrospect |
| "Explore"                      | 2017 |               | Singles sem álbum                    |
| "Illusions"                    | 2018 |               | Ufilas' Alphabet                     |
| "One Last Night on This Earth" | 2018 |               | Ufilas' Alphabet                     |
| "The Changeover"               | 2018 |               | Ufilas' Alphabet                     |
| "Higher States"                | 2019 |               | Ufilas' Alphabet                     |
| "Little Smart Houses"          | 2019 |               | Ufilas' Alphabet                     |